# Оуті Норіхіро
Оуті Норіхіро (*大内教弘, 2 травня 1420 — 23 вересня 1465) — середньовічний японський військовий і політичний діяч періоду Муроматі.

## Життєпис
Походив із самурайського роду Оуті. Син Оуті Моріхару, 11-го голови роду Оуті. Народився у 1420 році. У 1431 році втратив свого батька. Невдовзі Норіхіро було всиновлено родичем Оуті Морійо, 12-м головою роду Оуті. Норіхіро набув першого військового досвіду у військах названого батька. Але у 1441 року Оуті Морійо загинув під час змови Акамацу Міцусуке проти сьогуна Асікаґа Йосінорі. В результаті Оуті Норіхіро очолив свій клан.
З самого початку взяв курс на зміцнення свого становища в провінції Суо. Розбудував резиденцію в Ямагуті, яке суттєво зміцнив. Слідом за цим розпочав боротьбу за остаточне підкорення провінції Нагато. Наприкінці 1440-х років вступив у конфлікт з кланом Сьоні. Зрештою останнім було завдано поразки, а Норіхіро зайняв провінцію Тікудзен з портовим містом Хаката.
Слідом за цим встановив торгівельні відносини з Кореєю. Все це сприяло піднесенню економічної, політичної й військової потуги оуті Норіхіро. У 1465 році вступив у конфлікт з карнеєм Хосокава Кацумото, надавши підтримку Коно Мітіхару, сюго провінції Ійо, яку Кацумото бажав передати членові свого роду. За непокору Хосукава Кацумото наказав васалам з провінції Акі атакувати провінцію суо, що належала Оуті. Під час бойових дій Норіхіро помирає від хвороби. Владу успадкував його єдиний син Масахіро.